# Gretchen (cràter)
Gretchen és un cràter d'impacte en el planeta Venus de 20,8 km de diàmetre. Porta el nom d'un antropònim alemany, i el seu nom va ser aprovat per la Unió Astronòmica Internacional el 1994.